# Villagalijo
Villagalijo ist ein Ort und eine Gemeinde (municipio) mit 52 Einwohnern (Stand: 2024) im Osten der spanischen Provinz Burgos in der Autonomen Gemeinschaft Kastilien-León. Die Gemeinde gehört zur bevölkerungsarmen Region der Serranía Celtibérica. Zur Gemeinde gehören die Ortschaften Villagalijo, Santa Olalla del Valle und Ezquerra. Der Verwaltungssitz befindet sich in Villagalijo.

## Lage und Klima
Der Ort Villagalijo liegt am Tirón am Fuß der Montes de Ayago etwa 40 km (Fahrtstrecke) östlich von Burgos in einer Höhe von ca. 905 m. Das Klima ist gemäßigt bis warm; Regen (ca. 885 mm/Jahr) fällt hauptsächlich im Winterhalbjahr.

## Bevölkerungsentwicklung
| Jahr      | 1970 | 1981 | 1991 | 2001 | 2011 | 2021 |
| Einwohner | 210  | 92   | 54   | 65   | 74   | 58   |

## Sehenswürdigkeiten
- Himmelfahrtskirche (Iglesia de la Asunción de Nuestra Señora) in Villagalijo
- alte Brücke

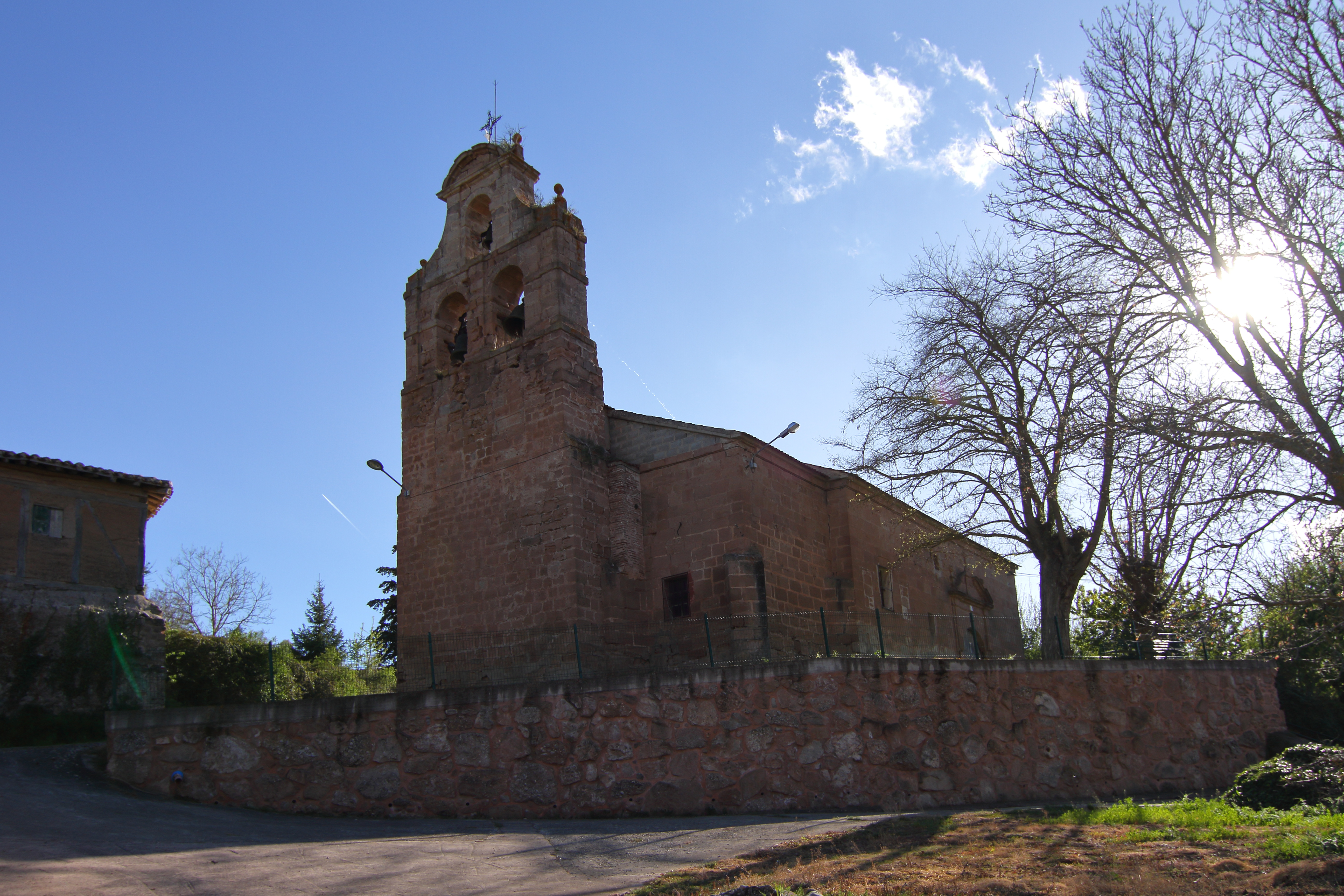
Himmelfahrtskirche in Villagalijo